# Instrução de Amenemope

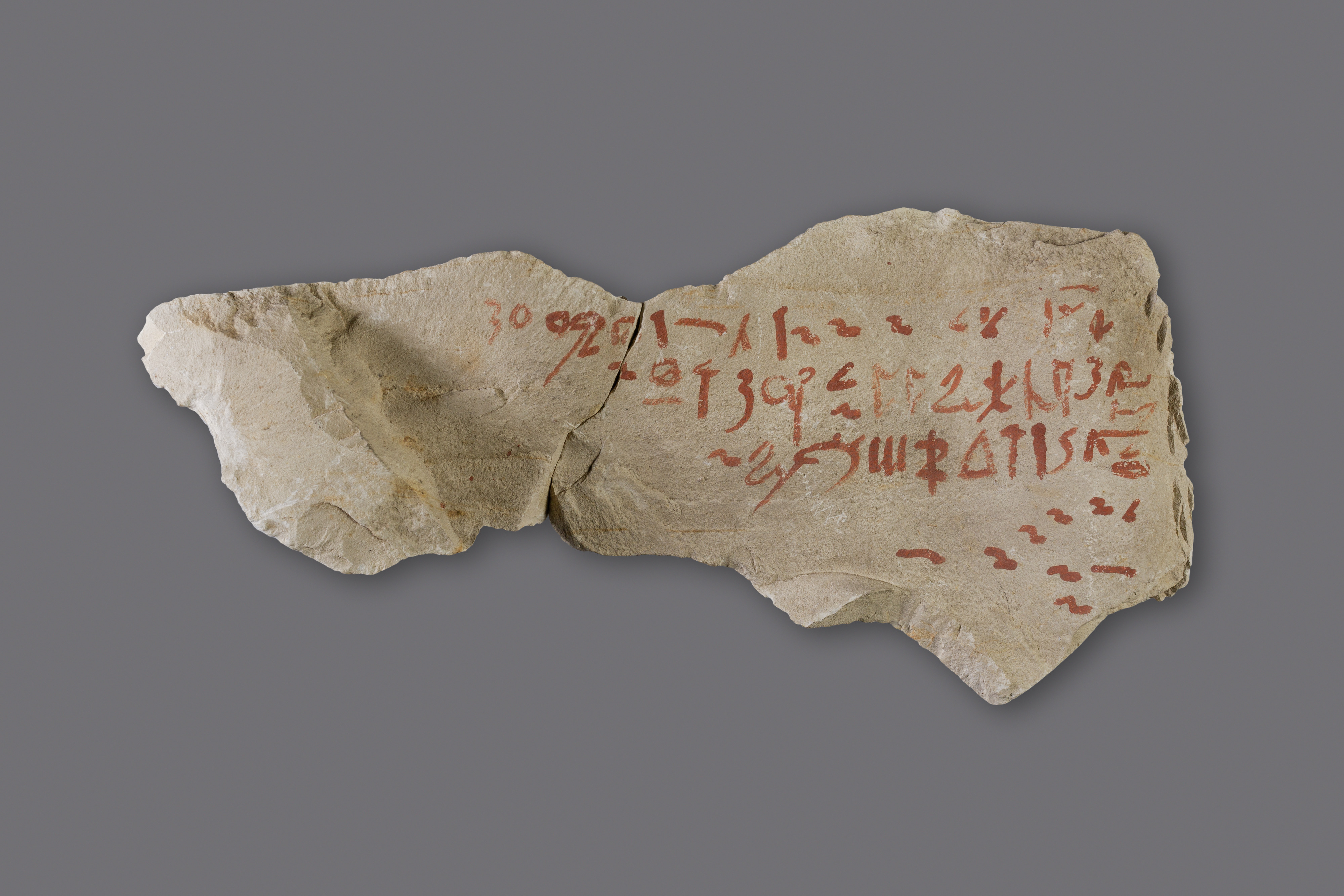
Óstraco hierático com o início da "Sabedoria de Amenemope", datado de 525–404 aC.

Instrução de Amenemope (também chamado de Instruções de Amenemopet ou Sabedoria de Amenemopet) é uma obra literária composta no Antigo Egito, muito provavelmente durante o Período Raméssida (aproximadamente 1300–1075 a.C.); contém trinta capítulos de conselhos para uma vida bem sucedida, ostensivamente escrito pelo escriba Amenemope, filho de Kanakht, como um legado para seu filho. Um produto característico da "Era da Piedade Pessoal" do Império Novo, o trabalho reflete sobre as qualidades, atitudes e comportamentos internos necessários para uma vida feliz diante de circunstâncias sociais e econômicas cada vez mais difíceis. É amplamente considerado como uma das obras-primas da antiga literatura de sabedoria do Oriente Próximo e tem sido de particular interesse para os estudiosos modernos por causa de sua relação com o Livro dos Provérbios.

## Visão geral
Amenemope pertence ao gênero literário de "instrução" (em egípcio: sebayt). É o culminar de séculos de desenvolvimento que remontam à Instrução de Ptahhotep no Império Antigo, mas reflete uma mudança nos valores característicos da "Era da Piedade Pessoal" do Império Novo: longe do sucesso material alcançado através da ação prática, em direção à paz interior alcançada através da paciência e aceitação passiva de uma vontade divina inescrutável. O autor aceita os princípios da lei natural e concentra-se nas questões mais profundas da consciência. Ele aconselha que as classes mais fracas da sociedade sejam defendidas, o respeito mostrado aos idosos, às viúvas e aos pobres, enquanto condena qualquer abuso de poder ou autoridade.
O autor desenha um contraste enfático entre dois tipos de homens: o "homem silencioso", que faz suas obrigações sem chamar atenção para si mesmo ou exigir seus direitos, e o "homem aquecido", que se incomoda consigo mesmo e que constantemente escolhe lutas com outros por assuntos de nenhuma importância real. Contrariamente à expectativa mundana, o autor assegura ao seu leitor que o primeiro receberá, em última instância, a bênção divina, enquanto que o último inevitavelmente encontrará a destruição. Amenemope aconselha a modéstia, autocontrole, a generosidade e a honestidade escrupulosa, ao mesmo tempo que desencoraja o orgulho, a impetuosidade, o auto-progresso, a fraude e o perjúrio — não só por respeito a Maat, o princípio cósmico da ordem correta, mas também porque "tentativas de ganhar vantagem em detrimento de outros incorrem em condenação, confundem os planos de deus e conduzem inexoravelmente à desgraça e ao castigo".

## Testemunhas e publicação
O texto mais completo da Instrução da Amenemope é o Papiro 10474 do Museu Britânico, que foi adquirido em Tebas por E. A. Wallis Budge no início de 1888. O pergaminho tem aproximadamente 3,7 m de comprimento por 250 mm de largura; o lado oposto contém o texto hierático da Instrução, enquanto o verso é preenchido com uma miscelânea de textos menores, incluindo um "Calendário de Dias de Sorte e Desafortunados", hinos ao sol e à lua, e parte de um onomástico de outro autor com o mesmo nome. Em novembro de 1888, Peter le Page Renouf, Guardião do Departamento de Antiguidades Orientais do Museu Britânico (e supervisor de Budge), fez menção de uma "passagem notável" do papiro e citou algumas palavras dele em um artigo de outra forma não relacionado sobre a história de José no Livro de Gênesis; mas Renouf foi forçado a se retirar em 1891, e a publicação do papiro foi adiada por mais de três décadas, enquanto Budge concentrou-se em outros projetos, como o Livro dos Mortos.
Em 1922 Budge finalmente publicou um pequeno relato do texto junto com breves extratos hieroglíficos e traduções em um trabalho acadêmico francês, seguido em 1923 pela publicação oficial do texto completo no Museu Britânico em foto facsímile com transcrição e tradução hieroglífica. Em 1924, voltou a abordar o mesmo assunto numa veia um pouco mais popular, incluindo um comentário mais extenso. Publicações subsequentes do pergaminho 10474 em transcrição hieroglífica incluem as de H.O. Lange (1925), J. Ruffle (1964) e V. Laisney (2007). Cópias fotográficas do papiro estão disponíveis no Museu Britânico.
Desde a publicação inicial do pergaminho, foram identificados fragmentos adicionais de Amenemope em um pedaço de papiro, quatro tábuas de escrita, um óstraco e um grafite, elevando o número total de testemunhas para oito. Infelizmente, nenhum dos outros textos é muito extenso, e o papiro continua a ser a principal testemunha do texto. Como pode ser visto na tabela a seguir, as datas atribuídas pelos estudiosos às várias testemunhas variam de um máximo de ca. 1069 a.C. (para o fragmento de papiro e uma das tábuas de escrita) até um mínimo de ca. 500 a.C. (para o Papiro 10474):
| Datas a.C.  | Dinastias                       | Fragmento          | Tipo    | Linnhas |
| ----------- | ------------------------------- | ------------------ | ------- | ------- |
| 1069 - 0712 | XXI-XXII                        | Stockholm MM 18416 | Papiro  | 191-257 |
| 1069 - 0712 | XXI-XXII                        | Louvre E. 17173    | Tábua   | 034-037 |
| 1000 - 0900 | final da XXI — início da XXII   | Cairo 1840         | Óstraco | 047-066 |
| 0945 - 0712 | XXII                            | Medinet Habu       | Grafite | 001     |
| 0747 - 0525 | XXV-XXVI                        | Turin 6237         | Tábua   | 470-500 |
| 0747 - 0525 | XXV-XXVI                        | Moscow I 1 δ 324   | Tábua   | 105-115 |
| 0747 - 0525 | XXV-XXVI                        | Turin Suppl. 4661  | Tábua   | 001     |
| 0600 - 0500 | final da XXVI — início da XXVII | B. M. 10474        | Papiro  | 001-551 |

## Paralelos bíblicos
Embora todas as cópias existentes de Amenemope são de uma data posterior, acredita-se que o trabalho foi composto no Período Raméssida, durante o qual as tribos de Israel se tornaram uma nação unificada. A influência egípcia sobre Israel e Judá foi particularmente forte nos reinados de Salomão e Ezequias durante o Terceiro Período Intermediário do Egito; como resultado, "a literatura hebraica é permeada com conceitos e figuras derivadas dos tratados didáticos do Egito", com Amenemope frequentemente citado como o exemplo principal. Mesmo em sua breve primeira publicação de trechos da obra em 1922, Budge notou sua semelhança óbvia com os livros de sabedoria bíblicos. Ele ampliou esses comentários em suas publicações de 1923 e 1924, observando que a moral religiosa de Amenemope "se assemelha muito" aos preceitos da Bíblia hebraica, e aduzindo paralelos específicos entre a obra e textos em Provérbios, Salmos e Deuteronômio.  Outros logo seguiram sua liderança.

### Posição de Erman
O mais notável destes foi Adolf Erman, "o Decano de Todos os Egiptólogos", que em 1924 publicou uma extensa lista de correspondências entre os textos de Amenemope e o Livro dos Provérbios, com a maior parte deles concentrados em Provérbios 22:17-23:11. Foi Erman quem usou Amenemope para emendar uma leitura difícil no texto de Provérbios 22:20, onde a palavra hebraica shilshom ("há três dias") parecia ser um erro de copista que poderia ser traduzido de forma significativa apenas com dificuldade. Erman assinalou que a substituição da palavra sheloshim ("trinta") não só fez bom sentido no contexto, mas rendeu o seguinte paralelo próximo entre os dois textos, com os agora restaurados "trinta ditados" em Provérbios 22:20 correspondendo exatamente aos trinta capítulos numerados em Amenemope.

(Provérbios 22:20):  "Porventura, não te escrevi trinta ditados com orientações e conselhos excelentes"

(Amenemope, cap. 30, linha 539): "Veja estes trinta capítulos; eles informam, educam."

Erman também argumentou que esta correspondência demonstra que o texto hebraico tinha sido influenciado pelo egípcio ao invés do contrário, já que o texto egípcio do manuscrito enumera explicitamente trinta capítulos enquanto que o texto de Provérbios não tem divisões tão claras e, portanto, seria mais provável perder o significado original durante a cópia. Desde o tempo de Erman tem havido um consenso entre os estudiosos de que existe uma conexão literária entre as duas obras, embora o sentido da influência é contencioso ainda hoje. A maioria concluiu que os Provérbios 22:17-23:10 são dependentes de Amenemope; uma minoria está dividida entre ver o texto hebraico como a inspiração original para Amenemope e ver ambas as obras como dependentes de uma fonte semítica hoje perdida.

### Posição maioritária
Um fator importante na determinação do sentido da influência é a data em que a obra foi composta. Em uma época, meados do I milênio a.C. foi apresentado como uma data provável para a composição de Amenemope, que deu algum apoio ao argumento relativo à primazia de Provérbios. No entanto, Jaroslav Černý, cuja autoridade na paleografia do Império Novo era tão grande que suas conclusões eram consideradas "inquestionáveis", datou o texto fragmentário de Amenemope no óstraco do Cairo de 1840 ao final da XXI dinastia. Visto que uma data da XXI dinastia faz Amenemope inevitavelmente cronologicamente anterior à data mais próxima possível para Provérbios, isso definitivamente estabeleceria a primazia da obra egípcia sobre o livro bíblico e faria a influência em outro sentido impossível.
Outras evidências à primazia egípcia incluem:
- a estreita relação literária entre Amenemope e obras anteriores do Antigo Egito, como a Instruções de Kagemni e As Máximas de Ptahhotep (ambas datadas pelo menos da XII dinastia)[35] e a Instrução de Ani (datada do final da XVIII ou início da XIX dinastia);[36]
- o caráter comprovadamente nativo egípcio do vocabulário, temas e gênero de Amenemope;[37]
- a descoberta dos mecanismos editoriais e estruturais pelos quais o original egípcio foi adaptado pelo autor bíblico.[38]

Na década de 1960 houve um consenso virtual entre os estudiosos em apoio à primazia de Amenemope e sua influência em Provérbios. Por exemplo, John A. Wilson declarou em meados do século XX: "Acreditamos que há uma conexão direta entre essas duas peças de literatura de sabedoria, e que Amen-em-Opet foi o texto antecessor. A natureza secundária do hebraico parece estabelecida." Muitos estudos bíblicos e comentários seguiram o exemplo, incluindo a Bíblia de Jerusalém, introduções ao Antigo Testamento por Pfeiffer e Eissfeldt, e outros. Os tradutores da católica Nova Bíblia Americana, refletindo e estendendo este acordo, chegaram até a emendar o obscuro texto hebraico de Provérbios 22:19 (tradicionalmente traduzido como "faço-te sabê-las hoje, a ti mesmo") para ler "eu lhe faço conhecido as palavras de Amen-em-Ope."

### Resposta da minoria
R. N. Whybray, que em um ponto apoiou a posição da maioria, mudou de lado durante a década de 1990 e lançou dúvidas sobre a relação entre Amenemope e Provérbios, embora ainda reconhecendo certas afinidades. Ele argumentou, em parte, que apenas alguns dos tópicos do texto egípcio podem ser encontrados em Provérbios 22:17-24:22 e que sua sequência difere. J. A. Emerton e Nili Shupak argumentaram fortemente contra as conclusões de Whybray. John Ruffle adota uma abordagem mais conservadora: "A conexão tão casualmente assumida é muitas vezes muito superficial, raramente mais do que semelhança de assunto, muitas vezes muito diferente e não sobrevive a exame detalhado. Eu acredito que não pode merecer nenhum veredicto mais definitivo do que "não provado", e que certamente não existe na medida em que é frequentemente assumido", e "os paralelos que eu traço entre [os huehuetlatolli dos astecas], (gravado por Bernardino de Sahagún nos anos 1500) e a antiga sabedoria do Oriente Próximo não é de modo algum exaustiva, mas o fato de que eles podem ser produzidos tão facilmente sublinha o que deve ser óbvio de qualquer maneira, que tais preceitos e imagens são universalmente aceitáveis e, portanto, passagens semelhantes podem ocorrer em Provérbios e Amenemope simplesmente por coincidência."

### Comparação de textos
Várias passagens da Instrução de Amenemope foram comparadas com o Livro dos Provérbios, incluindo:
(Provérbios 22:17-18): "Inclina o teu ouvido e ouve as palavras dos sábios, e aplica o teu coração ao meu conhecimento; Porque te será agradável se as guardares no teu íntimo, se aplicares todas elas aos teus lábios."
(Amenemope, cap. 1): "Dá o teu ouvido e ouve o que eu digo, e aplica o teu coração para apreender. É bom para ti para colocá-los no teu coração, deixe-os descansar no cofre do teu ventre, para que possam atuar como um pino sobre a tua língua"
(Provérbios 22:22): "Não roubes ao pobre, porque é pobre, nem atropeles na porta o aflito."
(Amenemope, cap. 2): "Acautela-te de roubar os pobres, e oprimir os aflitos."
(Provérbios 22:24-5): "Não sejas companheiro do homem briguento nem andes com o colérico, Para que não aprendas as suas veredas, e tomes um laço para a tua alma."
(Amenemope, cap. 10): "Não se associe com um homem apaixonado, nem aborde-o para uma conversa; não se lance para se apegar a tal pessoa, para que o terror não te leve embora."
(Provérbios 22:29): "Viste o homem diligente na sua obra? Perante reis será posto; não permanecerá entre os de posição inferior."
(Amenemope, cap. 30): "Um escriba que é hábil em seu negócio se achou digno de ser um cortesão"
(Provérbios 23:1): "Quando você se assentar para uma refeição com alguma autoridade, observe com atenção quem está diante de você, e encoste a faca à sua própria garganta, se estiver com grande apetite."
(Amenemope, cap. 23): "Não coma pão na presença de um governante, e não precipite-se com a tua boca antes de um governador. Quando és reabastecido com aquilo a que tu não tens o direito, é apenas uma delícia a tua saliva. Olhe para o prato que está diante de ti, e deixe que [apenas] ele supra a tua necessidade." (veja acima)
(Provérbios 23:4-5): "Não esgote suas forças tentando ficar rico; tenha bom senso! As riquezas desaparecem assim que você as contempla; elas criam asas e voam como águias pelo céu."
(Amenemope, cap. 7): "Trabalhe mas não atrás das riquezas; se as mercadorias roubadas são apresentadas a ti, eles não devem permanecer contigo durante a noite. Elas fizeram para si asas, e como gansos e voaram para o céu."
(Provérbios 14:7): "Não fales aos ouvidos do tolo, porque ele desprezará a sabedoria das tuas palavras"
(Amenemope, cap. 21): "Não esvazie a tua alma mais profunda para todos, nem estrague (assim) a tua influência"
(Provérbios 23:10): "Não mude de lugar os antigos marcos de propriedade, nem invada as terras dos órfãos,"
(Amenemope, cap. 6): "Não retire o marco dos limites do campo, e não viole o limite das viúvas"
(Provérbios 23:12): "Dedique à disciplina o seu coração, e os seus ouvidos às palavras que dão conhecimento."
(Amenemope, cap. 1): "Dê os teus ouvidos , ouça as palavras que são ditas, dá o teu coração para interpretá-los."